# Gattya tropicalis
Gattya tropicalis är en nässeldjursart som beskrevs av Wilfrid Arthur Millard och Bouillon 1873. Gattya tropicalis ingår i släktet Gattya och familjen Halopterididae. Inga underarter finns listade i Catalogue of Life.